# Emydura victoriae
Emydura victoriae är en sköldpaddsart som beskrevs av  Gray 1842. Emydura victoriae ingår i släktet Emydura och familjen ormhalssköldpaddor. Inga underarter finns listade i Catalogue of Life.
Arten förekommer huvudsakligen i norra Australien. Enstaka fynd har gjords i centrala och sydvästra Australien.